# Notas Semanais

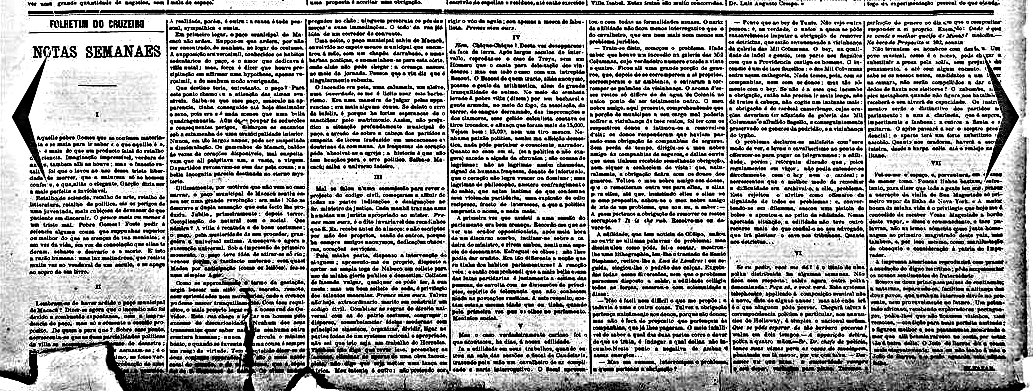
Folhetim Notas Semanaes no rodapé da primeira página do jornal O Cruzeiro de 9/6/1878

Notas Semanais foi um folhetim-crônica de assuntos gerais que o escritor Machado de Assis publicou no jornal O Cruzeiro (que nada tem a ver com a posterior revista O Cruzeiro), de 2 de junho a 1 de setembro de 1878, sob o pseudônimo Eleazar, totalizando 14 textos, "uma das mais fascinantes de todas as séries que ele escreveu para os periódicos ao longo de sua carreira – ao mesmo tempo, uma das mais difíceis de entender e das mais cruciais para a compreensão de sua trajetória literária". Machado de Assis encontrava-se no ponto de virada entre sua chamada fase romântica, que culminou com o romance Iaiá Garcia, e a fase realista, iniciada com a aparição das Memórias Póstumas de Brás Cubas, publicadas originalmente como folhetim de março a dezembro de 1880.  
Todas as quatorze crônicas da série foram incluídas no quarto volume das Crônicas das Obras completas da Editora W.M. Jackson, de 1937, e republicadas em edição da Unicamp de 2008, com organização, introdução e notas explicativas de John Gledson e Lúcia Granja.
Segundo John Gledson, estas crônicas "marcam um novo momento no uso que Machado faz da crônica. Não só era escritor de reputação considerável [...]; era também um escritor que passava por uma crise profunda, que resultaria no grande Machado, o escritor 'maduro' e genial das Memórias póstumas de Brás Cubas. O curioso é que, nesse momento de crise, lançou mão da crônica para se exprimir. As 'Notas Semanais' contêm uma série de experiências estéticas que beiram a loucura.
"Nas crônicas é possível reconhecer em Machado de Assis um escritor engajado com as questões de seu tempo, contradizendo as críticas que recebeu de seus contemporâneos (Sílvio Romero, por exemplo) e de críticos posteriores de sua obra (como Lima Barreto, Mário de Andrade, entre outros), de que era um autor alheio aos problemas sociais, culturais e políticos do país."

## Trechos de crônicas

### Sobre o espírito de tolerância:
A primeira vez que assisti a uma sessão do parlamento era bem criança. Recordo-me que ao ver um orador oposicionista, após meia hora de um discurso acerbo, inclinar-se sobre a cadeira do ministro, e rirem ambos, senti uma espécie de desencanto. Esfreguei os olhos; não lhes podia dar crédito. Era tão diferente a noção que eu tinha dos hábitos parlamentares! A reação veio, e então compreendi que a mais bela coisa das lutas partidárias é justamente a estima das pessoas, de envolta com as dissensões de princípios, espécie de tolerância que não conhecem ainda povoações rústicas.

### Povo musical (com pitadas denonsense):
Um povo musical como é o nosso, pode chegar a substituir a prosa pela solfa, sem prejuízo do pensamento, e até com algum encanto. Quem sabe se os nossos netos, candidatos a um lugar na câmara, não serão compelidos a dar dois dedos de flauta aos eleitores? A zabumba, simples metáfora quando não figura nos batalhões, receberá o seu alvará de capacidade. Os instrumentos serão o distintivo dos partidos no parlamento; a uns a clarineta, que é áspera, impertinente e fanhosa; a outros a flauta e a guitarra. O apito passará a ser o cetro presidencial; o aparte terá um forte substituto no assobio. Quanto aos oradores, haverá a escala inteira, desde a harpa eólia até o realejo napolitano.

### Feminismo:
Melhor notícia do que essa é a de ter sido aprovada, na Bahia, uma senhora que fez exame de dentista. Registro o acontecimento, com o mesmo prazer com que tomo nota de outros análogos; vai-se acabando a tradição, que excluía o belo sexo do exercício de funções, até agora unicamente masculinas. É um característico do século: a mulher está perdendo a superstição do homem. Tomou-lhe o pulso; compreendeu que se ele fez a guerra de Troia, e se serviu quatorze anos a Labão, foi unicamente por causa dela; e desde que o reconheceu, subjugou-o.